# نيوجراوندس
نيوجراوندس (بالإنجليزية: Newgrounds)‏ هي شركة وموقع إلكتروني للترفيه عبر الإنترنت. يستضيف المحتوى الذي تم إنشاؤه بواسطة المستخدم مثل الألعاب والأفلام والصوت والتكوين الفني في أربع فئات مواقع ويب خاصة. توفر نيوجراوندس تصويتًا مدفوعًا بالزائر وترتيبًا لعمليات الإرسال التي ينشئها المستخدمون. ينتج مالك الموقع، توم فولب، محتوى داخليًا في المقر الرئيسي والمكاتب، ومقرها في حي جلينسايد في بلدة شلتنهام، بنسلفانيا.
أسس فالب الموقع والشركة عام 1995. لعبت نيو جراوندس دورًا مهمًا في ثقافة الإنترنت في العقد الأول من القرن الحادي والعشرين؛ صنفت تايم موقع الويب في المرتبة 39 في قائمة «أفضل 50 موقعًا» في عام 2010.

## المحتوى
يمكن تحميل المحتوى الذي تم إنشاؤه بواسطة المستخدم وتصنيفه في إحدى بوابات الويب الأربعة للموقع: الألعاب والأفلام والصوت والفن . يخضع تقديم الفيلم أو الألعاب الذي تم إدخاله إلى العملية المسماة الحكم ، حيث يمكن تصنيفها من قبل جميع المستخدمين (من 0 إلى 5 نجوم) ومراجعتها من قبل مستخدمين آخرين. يحدد متوسط النقاط المحسوبة في نقاط مختلفة أثناء حكم ما إذا كان المحتوى «سيتم حفظه» (يُضاف إلى قاعدة البيانات) أو «ملامًا» (محذوف، مع مراجعاته المحفوظة فقط في قسم الوفيات).
تتم معالجة المؤلفات الفنية والصوتية باستخدام طريقة مختلفة تسمى «الكشافة». يمكن لجميع المستخدمين وضع الفن والصوت على صفحتهم الخاصة، ولكن فقط أولئك الذين يتم «اكتشافهم» سيظهرون في المنطقة العامة. مثل نظام الحكم ، فإنه يوقف وصول المحتوى المسروق أو البريد العشوائي أو المواد المحظورة إلى المنطقة العامة، بالاعتماد على المستخدمين ومشرفي الموقع (يشار إليهم باسم «التعديلات»). بمجرد اكتشاف أي فرد، يتم منحه امتياز استكشاف الآخرين.
المحتوى والسياق عرضة للإبلاغ عنه للمراجعة إلى تعديل والموظفين عن طريق الإبلاغ عنه لانتهاكات إرشادات الموقع؛  يتعرف النظام الموزون على المستخدمين ذوي الخبرة ويعطي علمهم صوتًا أكبر.  تتضمن الصفحة الرئيسية لـ نيوجراوندس عمليات إرسال مميزة من كل فئة، بالإضافة إلى الجوائز والتكريمات للمستخدمين الذين يندرج تقديمهم ضمن متطلبات الموقع لكسبها. ينظم أعضاء نيوجراوندس أيضًا رسومًا متحركة تسمى «كولابس» من خلال منتدى المناقشة على الموقع. لاحظ بعض المختصين أنه في حين يتم إنتاج المئات من هذه «التعاونات» كل عام، إلا أنه يتم إكمال 20٪ فقط، بسبب الضغط على أولئك الذين يصنعون الرسوم المتحركة، في حين قال مختصون آخرون أن رسامي الرسوم المتحركة لديهم «شعور قوي» تأليف وملكية ما ينتجون، وخاصة رسامي الرسوم المتحركة الفرديين. 
على الرغم من أن الموقع يحتوي على رسوم متحركة عن أسامة بن لادن وصدام حسين وطالبان، إلا أن بعض المختصين جادلوا بأن الموقع أجرى محادثة «متوازنة نسبيًا» حول السياسة، على الرغم من أن أولئك الذين لديهم وجهات نظر يمينية تعكس «جزءًا كبيرًا» من قاعدة مستخدمي الموقع.  

## تاريخ الموقع

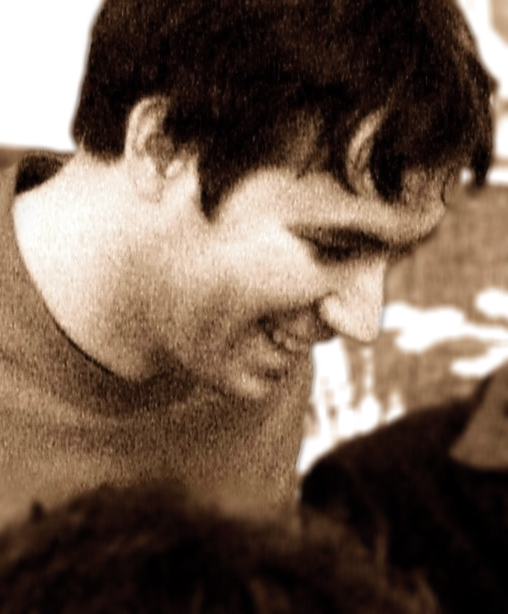
توم فولب (في الصورة عام 2007) هو مبتكر نيوجراوندس.

في عام 1991، في سن 13 عامًا، أطلق توم فولب منصة نيو جيو تحت اسم «نيوجراوندس» أرسل المشكلات إلى ما يقرب من 100 عضو في ناد نشأ على الإنترنت في معجزة. أطلق فيلب موقعًا على شبكة الإنترنت في عام 1995 باسم نيوجراوند ريمكس باستخدام خدمة استضافة، وازدادت شعبيته في صيف عام 1996 بعد أن تم إنشاء BBS games Club a Seal  و Assassin بواسطة فيلب عندما كان طالبًا في جامعة دريكسيل، بنسلفانيا. ابتكر Fulp تكميلات لإبداعاته، مثل الألعاب Club a Seal II و Assassin II ، جنبًا إلى جنب مع قرار تطوير موقع استضافة منفصل بعنوان New Ground Atomix.
بينما كان ماكروميديا فلاش مطلوبًا لـ نيوجراوندس من أجل ممارسة ألعاب معينة، فقد جمع الموقع أيضًا الأعضاء الذين تم تقديمهم في إنتاج ألعاب الفلاش، واكتسبوا «تأثيرًا كبيرًا عبر الإنترنت» نتيجة لذلك. ونتيجة لذلك، أصبحت نيوجراوندس واحدة من «مجتمعات منشئي الفلاش الأكثر نشاطًا في الإنترنت الناطق باللغة الإنجليزية» وكانت بمثابة مكان يمكن لمطوري الألعاب أن يبدأوا حياتهم المهنية فيه. وصفت شركة نيوجراوندس فلاش ذات مرة بأنها «القوة الدافعة» وراء الموقع.  ومع ذلك، فإن الأشخاص الموجودين على الموقع لديهم «تسامح منخفض مع الأعمال ذات الجودة الرديئة»، وخاصةً الحكم على الفكاهة ورواية القصص بدلاً من الرسوم المتحركة، وبحلول أوائل العقد الأول من القرن الحادي والعشرين، انتقل بعض رسامي الرسوم المتحركة الموهوبين على الموقع إلى يوتيوب.
بحلول نوفمبر 2008، كان لدى نيوجراوندس أكثر من 1.5 مليون مستخدم وأكثر من 130.000 رسم متحرك.  زاد هذا في أغسطس 2010، عندما تم الإبلاغ عن أن الموقع يضم أكثر من 2.2 مليون مستخدم وأكثر من 180.000 لعبة وفيلم رسوم متحركة، معظمها عبارة عن رسوم متحركة من صنع شخص واحد فقط، مع الآخرين بشكل تعاوني من قبل أفراد مختلفين.  قيل أيضًا في عام 2013 أن المستخدمين قد صنعوا «مئات الآلاف من أفلام الرسوم المتحركة والألعاب عبر الإنترنت.» 
في عام 2018، بدأت نيوجراوندس في تشجيع المساهمين على تقديم ألعابهم بتنسيق HTML5 ، بدلاً من استخدام الفلاش. في نوفمبر وديسمبر 2018، شهدت نيوجراوندس ارتفاعًا في عدد الأعضاء الجدد في الأصل من تمبلر، عندها بدأ هذا الموقع في تقييد محتوى البالغين بعد العثور على مواد إباحية غير قانونية للأطفال في تلك الخدمة التي أدت إلى إزالة تطبيق اي او اس الخاص به من متجر تطبيقات ابل.

### اقتباسات
1. ↑  Buckelew، Sean (27 ديسمبر 2014). "Newgrounds: Everything by Everyone". Sean Buckelew. مؤرشف من الأصل في 2021-01-10. اطلع عليه بتاريخ 2018-04-21.
2. ↑  "Cheltenham Township Business Directory". يناير 2007. مؤرشف من الأصل في 2016-03-04. اطلع عليه بتاريخ 2008-11-20.
3. ↑  TIME Staff (25 أغسطس 2010). "50 Best Websites 2010 - TIME". Time. ISSN:0040-781X. مؤرشف من الأصل في 2021-01-21. اطلع عليه بتاريخ 2019-08-18.
4. 1 2 3  Van Buren 2010.
5. 1 2  Luther 2010.
6. ↑  "The History Of Newgrounds". Retro Junk. مؤرشف من الأصل في 2021-01-26. اطلع عليه بتاريخ 2018-04-21. {{استشهاد ويب}}: |archive-date= / |archive-url= timestamp mismatch (مساعدة)
7. 1 2 3 4 5   (بالإنجليزية). {{استشهاد بمنشورات مؤتمر}}: الوسيط |title= غير موجود أو فارغ (help)
8. ↑  Bruckman, Amy; Luther, Kurt; Fiesler, Casey (2015). "When Should We Use Real Names in Published Accounts of Internet Research?". In Hargittai, Eszter; Sandvig, Christian (eds.). Digital Research Confidential: The Secrets of Studying Behavior Online (بالإنجليزية). Cambridge, Massachusetts: ميت بريس. pp. 243, 250. ISBN:9780262029889. Archived from the original on 2021-04-30. Retrieved 2021-04-30.
9. 1 2  Luther 2008.
10. 1 2  Fiadotau، Mikhail (أغسطس 2020). "View of Growing old on Newgrounds: The hopes and quandaries of Flash game preservation". First Monday  [لغات أخرى]‏. ج. 5 ع. 8. DOI:10.5210/fm.v25i8.10306. مؤرشف من الأصل في 2020-12-26. اطلع عليه بتاريخ 2021-04-30.{{استشهاد بدورية محكمة}}:  صيانة الاستشهاد: دوي مجاني غير معلم (link) صيانة الاستشهاد: علامات ترقيم زائدة (link)
11. ↑  "1991: The Zine". Newgrounds. مؤرشف من الأصل في 2021-03-31. اطلع عليه بتاريخ 2018-04-20.
12. ↑  "#105 At World's End - Reply All by Gimlet Media". gimletmedia.com. مؤرشف من الأصل في 2017-09-29. اطلع عليه بتاريخ 2017-09-25.
13. ↑  "1997: The Tale of Two Newgrounds". Newgrounds. مؤرشف من الأصل في 2021-04-29. اطلع عليه بتاريخ 2018-04-20.
14. ↑  Darlington، Joseph (22 مايو 2018). "Techno-Wizardry and movie magic: the trace of labour (or lack thereof) in 3D digital animation". Information, Communication & Society. ج. 21 ع. 9: 1258. DOI:10.1080/1369118X.2018.1476571. مؤرشف من الأصل في 2021-05-01. اطلع عليه بتاريخ 2021-04-30.
15. ↑  Fiadotau، Mikhail (أغسطس 2020). "View of Growing old on Newgrounds: The hopes and quandaries of Flash game preservation". First Monday  [لغات أخرى]‏. ج. 5 ع. 8. DOI:10.5210/fm.v25i8.10306. مؤرشف من الأصل في 2020-12-26. اطلع عليه بتاريخ 2021-04-30.{{استشهاد بدورية محكمة}}:  صيانة الاستشهاد: دوي مجاني غير معلم (link) صيانة الاستشهاد: علامات ترقيم زائدة (link)
16. ↑  Aparajita_1989 (22 نوفمبر 2018). "Tumblr shutting down? No. But there's exodus and Newgrounds is gaining from it". Piunika Web. مؤرشف من الأصل في 2021-01-18. اطلع عليه بتاريخ 2018-12-05.{{استشهاد ويب}}:  صيانة الاستشهاد: أسماء عددية: قائمة المؤلفين (link)
17. ↑  Asarch، Steven (4 ديسمبر 2018). "Why Is Tumblr Banning Adult Content? Censorship Causes Alternative Platforms to Rise". نيوزويك. مؤرشف من الأصل في 2021-03-15. اطلع عليه بتاريخ 2018-12-05. {{استشهاد ويب}}: |archive-date= / |archive-url= timestamp mismatch (مساعدة)